# Vilebrequin (outil)
Pour les articles homonymes, voir Vilebrequin.

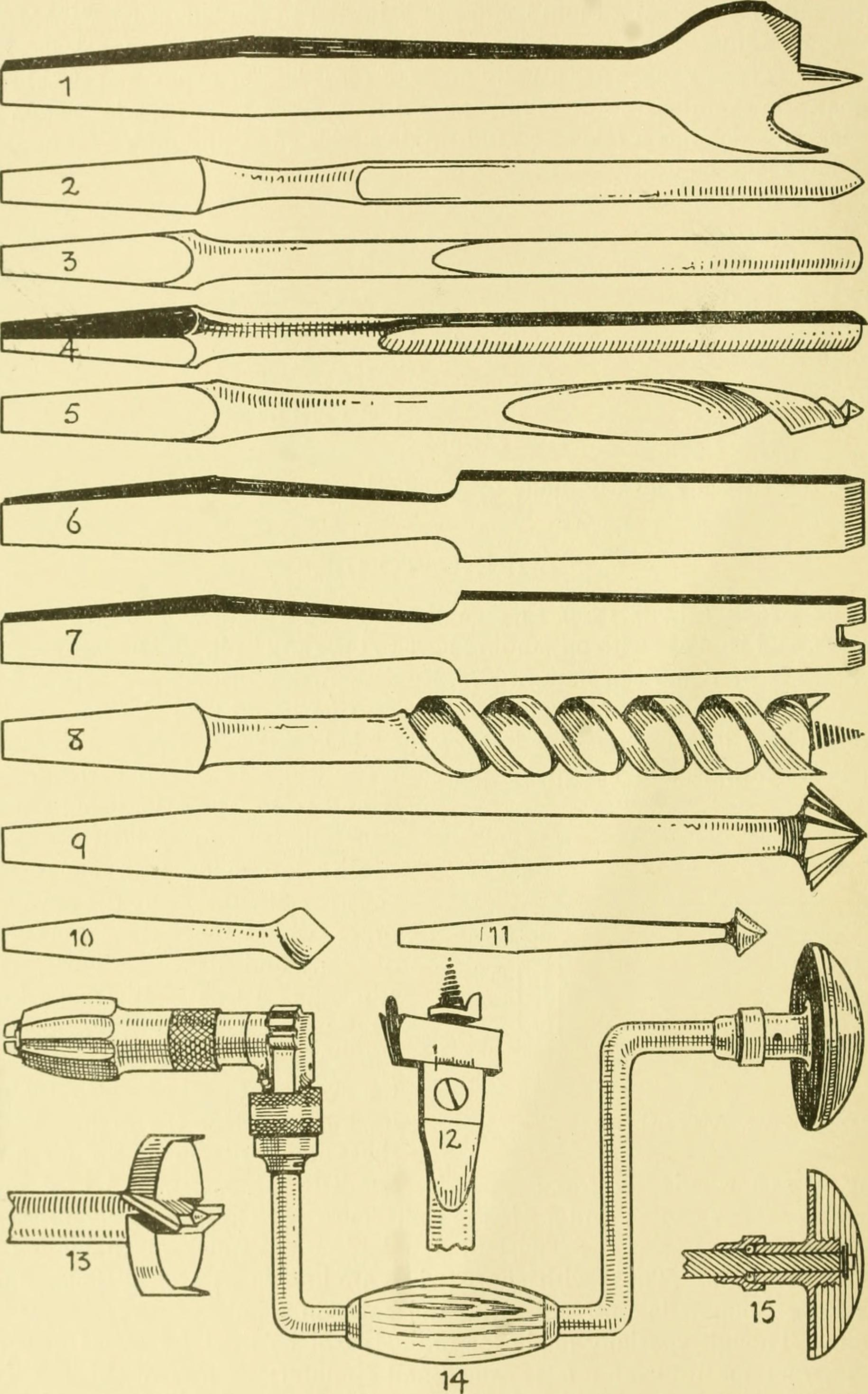
Vilebrequin et mèches

Un vilebrequin est un outil utilisant la force manuelle pour percer des trous dans les matériaux (principalement le bois). Cet outil est muni d'un mandrin où l'on fixe une mèche, un foret, une fraise ou un tournevis adapté au matériau à percer et à la largeur du trou à forer.
Des Vilebrequins pour clés à douilles dodécagonales de rechange sont encore aujourd'hui présents dans les outillages de mécaniciens. 

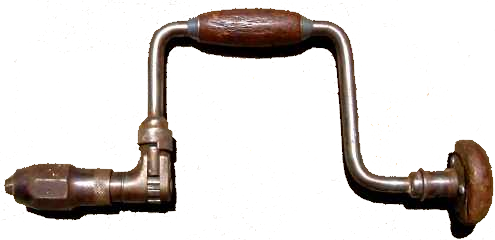
Vilebrequin à mandrin et cliquet

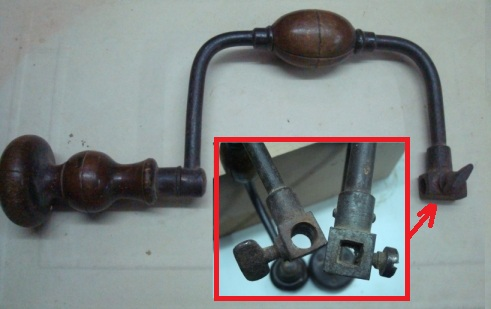
Vilebrequin à empreinte.

## Histoire

### Origines
Le vilebrequin passe pour être une invention de l'Athénien Dédale. Toutefois plusieurs outils intermédiaires ont en réalité précédé le vilebrequin dès la Préhistoire. Les pierres pointues et emmanchées à l'extrémité de manches en bois fonctionnent probablement par rotation entre les mains des premiers hommes. De même, la drille aurait été adaptée dans l'Antiquité pour travailler le bois. Cet autre outil serait d'origine nordique d'après des représentations sur la tapisserie de Bayeux. Enfin, au XVe siècle, dans les ateliers, des vilebrequins à conscience, proches de nos vilebrequins actuels présentent alors des fonctionnalités similaires. Ils ont la même forme, en lettre « C » et se tournent à la main.

### Les premiers vilebrequins
Au XVe siècle, le vilebrequin à pomme figure dans plusieurs iconographies. Dans l'Annonciation du Maître de Flémalle, il a une forme de « C » peu ouverte, propice à des percements très spécifiques. Plus léger et plus mobile, il n'exige pas uniquement un travail à l'horizontal. Il permet de réaliser des trous circulaires, par le biais d'une force plus grande permettant de faire un trou qui soit plus profond et large.  
Les premiers vilebrequins sont entièrement en bois. Ce n'est qu'à la fin du XVIe siècle que les vilebrequins en fer forgé se développent. Leur commerce se répand au XVIIIe siècle.

## Types
- Les premiers modèles de vilebrequin ont un mandrin qui comporte soit une empreinte cylindrique, soit une empreinte carrée qui reçoit une mèche à bois dont la queue a la même forme. Une vis à oreille assure le maintien.
- Les modèles à mandrin (pince de serrage) sont à utiliser avec des mèches et forets à queue cylindrique identique à ceux des perceuses électriques.
- Une seconde amélioration fut apportée avec le cliquet qui permet de travailler dans un espace restreint. Le cliquet permet de faire 1/8e de tour.

## Utilisation

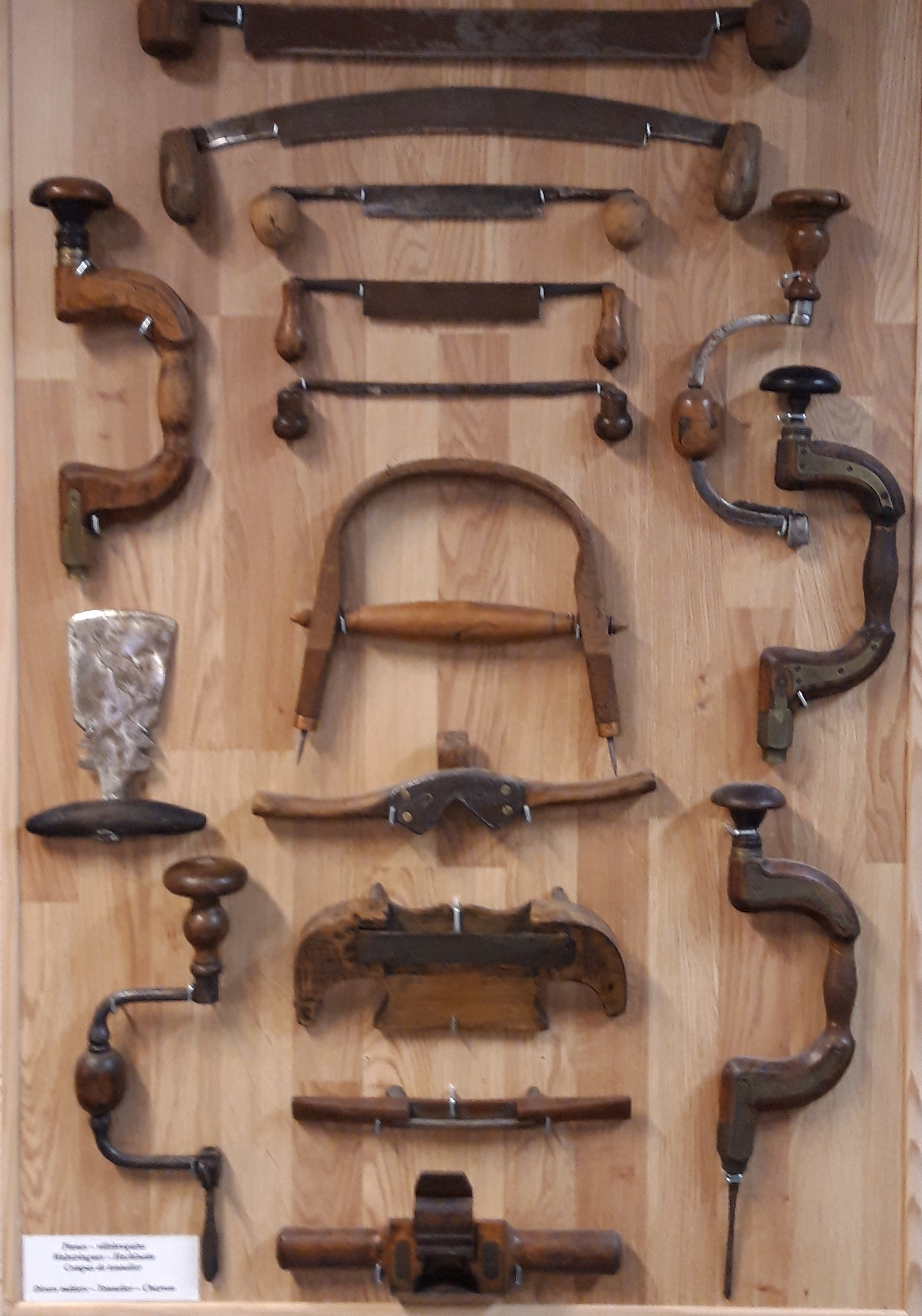
Collection de vilebrequins, musée des métiers du bois (Labaroche).

Cet outil était très utilisé par les charpentiers, les menuisiers et les ébénistes. Depuis, il a été remplacé par les perceuses électriques. Il n'est plus que rarement utilisé. Cependant, à la différence des perceuses certains vilebrequins, de fabrication artisanale, peuvent rivaliser par leur fonction[pas clair]. Pour les collectionneurs, ils sont également considérés comme des objets dignes d'intérêts car parfois ouvragés et présentant des formes atypiques, adaptés aux travaux pour lesquels les artisans nécessitaient leur emploi. Les Scandinaves, Allemands ou Hollandais ont notamment gardé certains d'entre eux datés du XIXe siècle car les vilebrequins témoignent d'une évolution de l'outillage de certains métiers.